# Wulka
Il Wulka è un fiume che attraversa il Land austriaco del Burgenland e sfocia nel lago di Neusiedl.

## Percorso
Nasce sui monti Rosalia, nei pressi di Forchtenstein, non lontano dal confine con la Bassa Austria e scorre verso nord-est. Dopo aver lambito la cittadina di Mattersburg e i villaggi di Wulkaprodersdorf e Trausdorf an der Wulka, sfocia nel lago di Neusiedl a sud di Donnerskirchen.